# Ziad Abou Eïn
Ziad Abou Eïn, né le 22 novembre 1959 et décédé d'une crise cardiaque à la suite de coups de fusil dans la poitrine par des soldats, filmé lors d'une marche illégale en Palestine le 10 décembre 2014, c'était un homme politique palestinien, membre du parti Fatah, de l'Organisation de libération de la Palestine et ministre de l'Autorité palestinienne.
Emprisonné à de nombreuses reprises par les forces de la colonisation terroriste en Palestine. Il est le premier Palestinien à avoir été extradé des États-Unis vers l'État d’ Israël, où il a servi plusieurs années en prison pour terrorisme.